# 365 av. J.-C.
Cette page concerne l'année 365 av. J.-C. du calendrier julien proleptique.

## Événements
- 7 mars (15 mars du calendrier romain) : début à Rome du consulat de Lucius Genucius Aventinensis et Quintus Servilius Ahala. Épidémie à Rome[1].
- Été : campagne de la flotte athénienne de Timothée dans l'Hellespont. Il prend Sestos et Crithotè dans la Chersonèse de Thrace et y installe des clérouquies[2].

- Le pharaon Téos est associé au trône par son père Nectanébo Ier[3].
- Paix séparée entre Thèbes et Corinthe qui reconnaît l’indépendance de la Messénie[4].
- Assassinat du régent de Macédoine Ptolémée d’Aloros par Perdiccas III, second fils d’Amyntas III et d’Eurydice, lors de sa majorité. Perdiccas III règne jusqu'en 359 av. J.-C.[5].
- Fin de séjour à Thèbes en tant qu'otage du futur Philippe II de Macédoine[4].
- Timophane, qui s’est emparé du pouvoir à Corinthe, est assassiné par son frère Timoléon[6].

## Naissances en 365 av. J.-C.
- Pyrrhon, philosophe grec.
- Dinarque, orateur grec.

## Décès en 365 av. J.-C.
- Antisthène, philosophe fondateur de l’école cynique, à Athènes (né v. 445 av. J.-C.).
- Marcus Furius Camillus, général et homme d'État romain.